# Tuřany (Karlovy Vary)
Tuřany é uma comuna checa localizada na região de Karlovy Vary, distrito de Cheb‎.